# Cornículo

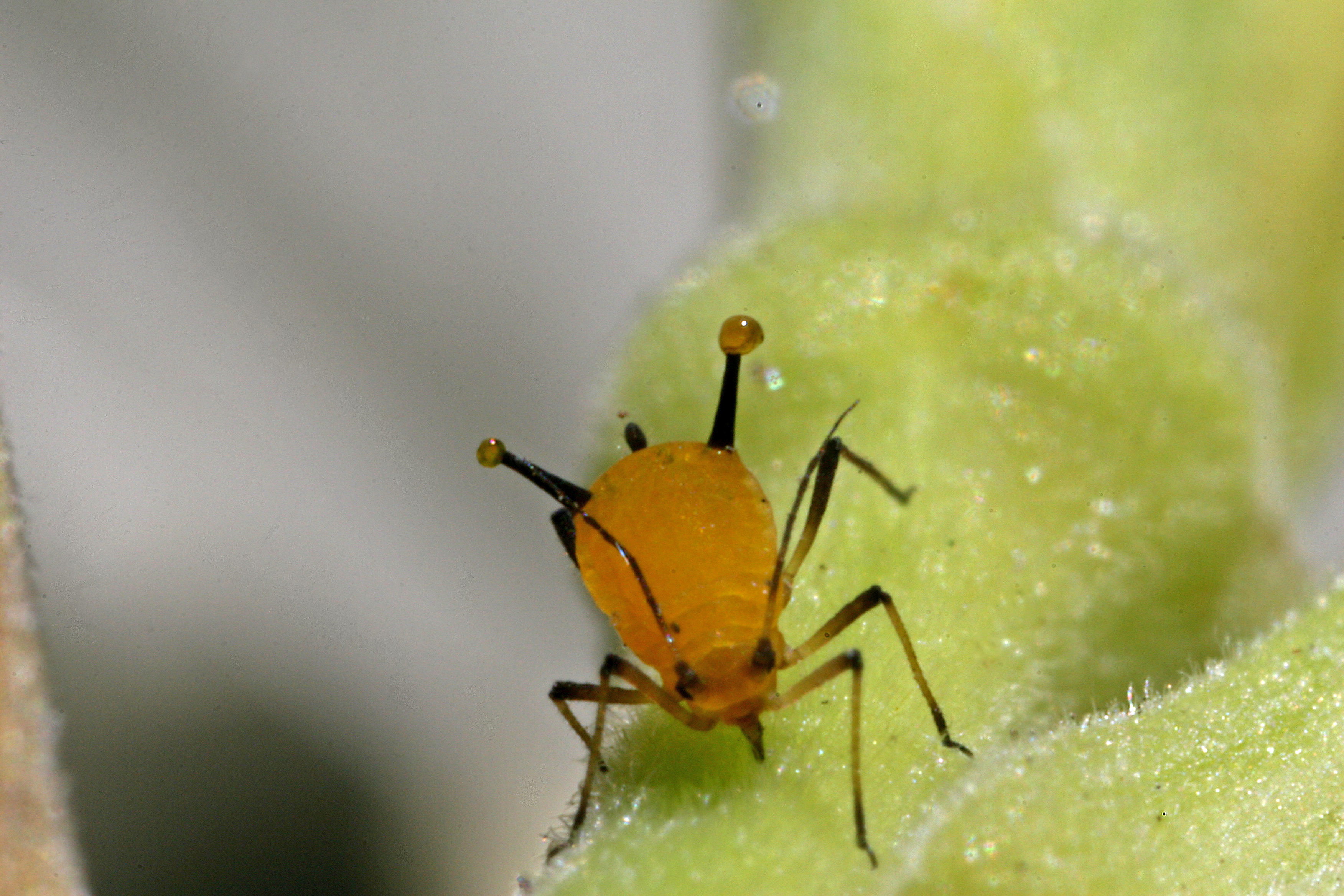
Pulgón excretando líquido de sus cornículos

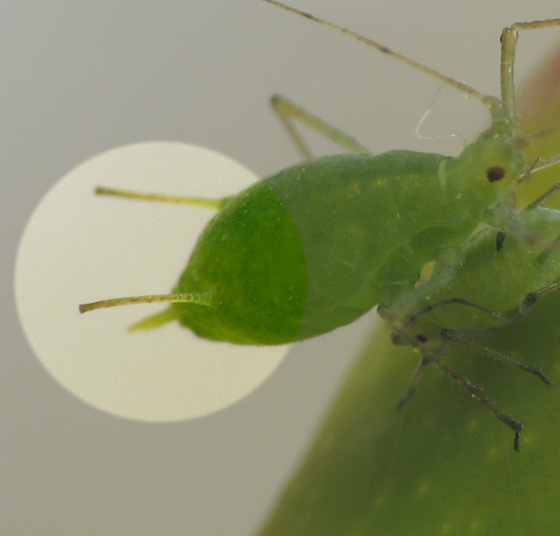
Cornículos

Los cornículos o sifones de los pulgones son un par de apéndices abdominales que se dirigen hacia arriba y atrás y están en los segmentos quinto o sexto. En algunas especies están reducidos a simples poros.
Estos tubos abdominaes exudan gotitas de un líquido que se solidifica rápidamente y que sirve funciones de defensa; contiene triglicéridos y lleva el nombre de cera de cornículo.
Existía cierta confusión en la literatura acerca de la función de la secreción cerosa de los cornículos. Se solía creer que eran la fuente del rocío de miel, incluso así se lo menciona en el diccionario de Oxford (Shorter Oxford English Dictionary) y en la edición de 2008 de World Book Encyclopedia. Pero ahora hay documentación de su función en contra de depredadores.